# دامیان چکییر
دامیان چکییر (انگلیسی: Damian Czykier؛ زادهٔ ۱۰ اوت ۱۹۹۲) ورزشکار دو و میدانی اهل لهستان است.
وی در مسابقات کشوری و بین‌المللی در مجموع برندهٔ ۱ مدال برنز شده‌است.